# Кирха Лютера в Хаберберге
Кирха Лютера в Хаберберге (нем. Lutherkirche) — последнее творение немецкого архитектора Фридриха Хайтмана, а также — последняя из церквей Кёнигсберга, уничтоженная советскими властями после войны. Располагалась приблизительно напротив современной Администрации Московского района города Калининграда.

## Описание
Строительство кирхи началось за Высоким мостом на площади Бычий рынок (нем. Viehmarkt) в 1907 и закончилось освящением 18 декабря 1910 в честь протестантского проповедника Мартина Лютера. Кирха построена в стиле позднего неоренессанса с переходом в необарокко. Такое сочетание стилей было характерно для конца XIX — начала XX века, когда в европейской архитектуре утвердился так называемый эклектический стиль. От ренессанса кирха Лютера восприняла чёткость и завершённость форм, от барокко — пышность и торжественность. Кирха имела приличные размеры — 30 на 45 метров. Башня была высотой 67 метров. Зал имел специально оборудованные скамьи, рассчитанные на 1400 человек. Купол зала был высотой 30 м и был выполнен из железобетона, что впервые было применено в кирхах Восточной Пруссии. Отопление осуществлялось из подвала специальным котлом. Орган выполнен мастером Новаком. После Первой мировой войны на башню были установлены стальные колокола с замечательным «тяжёлым» звоном (для некоторого смягчения звука на колоколах всё же были бронзовые пластины).
Во время боёв Великой Отечественной войны кирха почти не пострадала. После войны она практически никак не использовалась и простояла до мая 1976 года, после чего была взорвана, а обломки вывезены. На месте кирхи разбили клумбу. Это последняя кирха в Калининграде, уничтоженная советскими властями.